# Xiphias
Xiphias is een geslacht van vissen uit de familie Xiphiidae. Het geslacht kent maar één soort, de zwaardvis (Xiphias gladius).